# マット・クアトラーロ
マシュー・ジョン・クアトラーロ（Matthew John Quatraro, 1973年11月14日 - ）は、アメリカ合衆国ニューヨーク州オールバニ郡セルカーク出身の元プロ野球選手（捕手）、指導者。右投右打。2023年より、MLBのカンザスシティ・ロイヤルズで監督を務める。

## 経歴

### 現役時代
1996年のMLBドラフト8巡目（全体244位）でタンパベイ・デビルレイズから指名されプロ入り。
2002年まで傘下のマイナーチームでプレーしたが、メジャーへの昇格はなかった。
2003年にニューヨーク・ヤンキースとマイナー契約を結んだが、開幕前のスプリングトレーニング中に自由契約となり、その後現役を引退した。
マイナー通算で415試合に出場して打率.286、23本塁打、202打点の成績を記録した。

### コーチ時代
引退後はレイズ傘下のマイナーチームでコーチを務めた。
また、2004年から2008年まではニューヨーク州立大学オールバニ校でアシスタントコーチを務めた。
2014年にクリーブランド・インディアンスの打撃コーチ補佐に就任した。
2018年からはレイズの三塁ベースコーチに就任した。同年オフにベンチコーチのチャーリー・モントーヨがトロント・ブルージェイズの監督に就任したため、ベンチコーチに昇格した。
2021年オフにはオークランド・アスレチックス、ニューヨーク・メッツの新監督候補に挙げられていた。
2022年オフにカンザスシティ・ロイヤルズの監督に就任した。

## 詳細情報

### 背番号
- 33（2014年 - ）